# Дергачёв, Александр Викторович
Дергачёв, Александр Викторович (27 сентября 1996, Лангепас, Россия) — российский хоккеист, нападающий.

## Биография
Родился в городе Лангепас, Ханты-Мансийский автономный округ — Югра. Воспитанник альметьевского Нефтяника. В драфте юниоров КХЛ 2013 был выбран под общим 19 номером. С сезона 2013-14 выступал за молодёжную команду «СКА-1946», с которой в 2015 году стал серебряным призёром МХЛ. В 2015 году задрафтован клубом «Лос-Анджелес Кингз» под общим 74 номером. Впервые на льду в КХЛ в составе основной команды СКА появился в сезоне 2015—2016 в матче против нижегородского «Торпедо». Тем самым стал первым задрафтованным игроком петербургской команды, появившимся в главном составе.

## Достижения

### Командные
МХЛ
- 2015, СКА-1946 — серебряный призёр чемпионата МХЛ

Международные
| Год  | Команда       | Достижение                        |
| ---- | ------------- | --------------------------------- |
| 2015 | Россия (мол.) | Серебряный призёр чемпионата мира |
| 2016 | Россия (мол.) | Серебряный призёр чемпионата мира |

## Статистика
| Легенда | Легенда                    | Легенда | Легенда                   | Легенда | Легенда    |
| ------- | -------------------------- | ------- | ------------------------- | ------- | ---------- |
| И       | Количество проведённых игр | Штр     | Штрафное время            | +/−     | Плюс-минус |
| Г       | Голы                       | П       | Голевые передачи          | О       | Очки       |
| -       | Статистика неизвестна      | —       | Статистика не учитывалась |         |            |